# Járdánháza
Járdánháza is een plaats (község) en gemeente in het Hongaarse comitaat Borsod-Abaúj-Zemplén. Járdánháza telt 1942 inwoners (2001).